# Abbazia territoriale di Saint Peter-Muenster
L'abbazia territoriale di Saint Peter-Muenster (in latino Abbatia Territorialis Sancti Petri apud Muenster) è una sede soppressa della Chiesa cattolica in Canada.

## Territorio
L'abbazia territoriale era situata nella provincia di Saskatchewan in Canada e si estendeva per 4.662 km².

## Storia
Un priorato benedettino fu fondato a Muenster nel 1903 come dipendente dall'abbazia benedettina di Collegeville, in Minnesota, ma già nel 1911 si rese autonomo e fu da subito un importante centro spirituale per i molti cattolici di lingua tedesca da poco immigrati in questa parte del Canada. 
L'abbazia territoriale fu eretta il 6 marzo 1921 con la bolla Eximia Benedictini di papa Benedetto XV, ricavandone il territorio dalla diocesi di Prince Albert-Saskatoon (oggi diocesi di Prince Albert).
Il 14 settembre 1998 l'abbazia territoriale ha perso il privilegio della territorialità e il suo territorio è stato incorporato nella diocesi di Saskatoon.

## Cronotassi degli abati
- Michael Ott, O.S.B. † (13 giugno 1921 - agosto 1926 dimesso)
- Severinus Giacomo Gertken, O.S.B. † (5 ottobre 1926 - 10 marzo 1960 deceduto)
- Jerome Ferdinand Weber, O.S.B. † (28 giugno 1960 - 15 giugno 1990 ritirato)
- Peter Wilfred Novecosky, O.S.B. † (19 ottobre 1990 - 14 settembre 1998 cessato)

## Statistiche
La diocesi nel 1990 su una popolazione di 14.236 persone contava 11.088 battezzati, corrispondenti al 77,9% del totale.
| anno | popolazione | popolazione | popolazione | presbiteri | presbiteri | presbiteri | presbiteri                | diaconi | religiosi | religiosi | parrocchie |
| anno | battezzati  | totale      | %           | numero     | secolari   | regolari   | battezzati per presbitero | diaconi | uomini    | donne     | parrocchie |
| ---- | ----------- | ----------- | ----------- | ---------- | ---------- | ---------- | ------------------------- | ------- | --------- | --------- | ---------- |
| 1950 | 13.000      | 16.000      | 81,3        | 34         |            | 34         | 382                       |         | 48        | 185       | 33         |
| 1966 | ?           | 20.000      | ?           | 42         |            | 42         | ?                         |         | 60        | 160       | 28         |
| 1970 | 12.856      | 20.000      | 64,3        | 37         |            | 37         | 347                       |         | 37        | 90        | 26         |
| 1976 | 12.376      | 19.000      | 65,1        | 35         |            | 35         | 353                       |         | 46        | 100       | 12         |
| 1980 | 12.129      | 19.600      | 61,9        | 31         |            | 31         | 391                       |         | 31        | 85        | 12         |
| 1990 | 11.088      | 14.236      | 77,9        | 25         |            | 25         | 443                       |         | 25        | 85        | 22         |